# Anita Hopt
Anita Marietta Hopt (* 3. Oktober 1981 in Rotenburg an der Fulda) ist eine deutsche Schauspielerin, Sängerin (Sopran), Hörbuch- und Synchronsprecherin.

## Werdegang
Anita Hopt lernte von 2000 bis 2003 an der Stage School Hamburg „Dance“ und „Drama“. Bis 2007 war sie Leadsängerin bei der Band 4 to the bar, anschließend wurde sie Mitglied der Gruppen Queensgang und Ladies go Diva. Daneben war sie auch als Theaterschauspielerin aktiv und spielte für West Side Story in Kassel. Weitere Theaterengagements hatte Hopt in Braunschweig und Hamburg.
Bekannt ist Hopt im deutschsprachigen Raum vor allem als feste Gesangsstimme von Barbie. So leiht sie seit jeher Barbie in den gleichnamigen Animationsfilmen ihre Singstimme. Ihre Arbeit als Synchronsprecherin begann sie mit diversen Einsätzen als Ensemblerollen-Sprecherin, zum Beispiel in Numbers – Die Logik des Verbrechens, Claymore, The Wire und Ouran High School Host Club. Erste größere Rollen im Bereich Synchronisation hatte Hopt in Digimon Data Squad, Bones – Die Knochenjägerin und Mobile Suit Gundam 00. Heute synchronisiert sie zahlreiche US-amerikanische Schauspielerinnen und Trickfiguren. Hauptrollen vertonte Hopt beispielsweise in Chowder, K-On!, Everwood und How to Make It in America. Deutschlandweit wurde sie als Stimme von Melissa Rauch (True Blood, The Big Bang Theory) bekannt. Seit 2010 synchronisiert sie Laura Carmichael in der preisgekrönten Serie Downton Abbey und 2013 Lauren Lapkus in Are You There, Chelsea?. Für Voice-over-Produktionen wie Teen Mom und Plain Jane stand Hopt ebenfalls vor dem Mikrofon. Außerdem spricht sie in der Hörspielreihe Sternenschweif die weibliche Hauptfigur Laura.
Zusammen mit Bodo Wartke und dem Capital Dance Orchestra war sie in dessen Programm „Swingende Notwendigkeit“ aufgetreten.

## Synchronrollen (Auswahl)

### Filme
- 2007: Charlie Bartlett – Annick Obonsawin als Daisy
- 2008: Barbie und das Diamantschloss – Melissa Lyons als Delia (Gesang)
- 2009: K–ON! Extrafolge: Wintertag – Yōko Hikasa als Mio Akiyama
- 2009: (500) Days of Summer – Minka Kelly als Autumn
- 2010: How to Make Love to a Woman – Lindsay Richards als Nomi Darden
- 2011: Haus der Sünde – Adèle Haenel als Lea
- 2012: K–ON! – The Movie – Yōko Hikasa als Mio Akiyama
- 2012: Pitch Perfect – Wanetah Walmsley als Denise
- 2013: Drei Hochzeiten zu viel – Inma Cuesta als Ruth
- 2014: Annabelle – Morganna May als Debbie
- 2015: Code Geass: Akito the Exiled – The Wyvern Has Landed – Yōko Hikasa als Ayano Kousaka
- 2016: Teenage Cocktail – Nichole Bloom als Annie Fenton
- 2017: Handsome – Megan Ferguson als Amanda
- 2018: Manhattan Queen – Annaleigh Ashford als Hildy Ostrander
- 2019: The Perfect Date – Camila Mendes als Shelby Pace
- 2019: Downton Abbey – Laura Carmichael als Lady Edith Crawley
- 2022: Encanto  – als Dolores Madrigal

### Serien
- 2008–2009: Toradora! – Sayaka Ōhara als Yasuko Takasu
- 2010: Mobile Suit Gundam 00 – Ayumi Tsunematsu als Marina Ismail
- 2011: K–ON! – Yōko Hikasa als Mio Akiyama
- 2010–2016: Downton Abbey – Laura Carmichael als Lady Edith Crawley
- 2011–2019: The Big Bang Theory – Melissa Rauch als Bernadette Rostenkowski
- 2013: Angel Beats! – Emiri Katou als Shiori Sekine
- 2013: Are You There, Chelsea? – Lauren Lapkus als Dee Dee
- 2014–2016: Shameless – Nichole Bloom als Amanda
- 2015: Shimoneta – A Boring World Where the Concept of Dirty Jokes Doesn’t Exist – als Otome Saotome
- 2015–2020: The Next Step – Victoria Baldesarra als Michelle
- 2017–2018: Riverdale – Camila Mendes als Veronica Lodge
- 2017–2020: Hawaii Five-0 – Kimee Balmilero als Dr. Noelani Cunha